# Boezinge
Boezinge é uma vila ao norte do município de Ypres, na Bélgica. Está localizada na estrada N369, em direção a Diksmuide.
- Este artigo foi inicialmente traduzido, total ou parcialmente, do artigo da Wikipédia em inglês cujo título é «Boezinge», especificamente desta versão.